# Malovăț (gmina)
Malovăț – gmina w Rumunii, w okręgu Mehedinți. Obejmuje miejscowości 23 August, Bârda, Bobaița, Colibași, Lazu, Malovăț i Negrești. W 2011 roku liczyła 2780 mieszkańców.